# 哈維·哈迪克斯
小哈維·哈迪克斯（英語：Harvey Haddix, Jr.，1925年9月18日—1994年1月8日），綽號「小貓」，為美國職棒大聯盟的投手。生涯曾效力過紅雀、費城人、紅腿、海盜與金鶯等隊。他最著名的事蹟就是在1959年5月26日投出一場長達12局的完全比賽，不過他在13局失分吞敗。
哈迪克斯在1953年投出20勝9敗，防禦率3.06。他在生涯末期轉任為後援投手。1960年世界大賽，他在第七場9局上登板投球，最後比爾·馬澤羅斯基敲出再見轟，幫助海盜拿下世界大賽冠軍。

## 準完全比賽
1959年5月26日，哈迪克斯和勇士隊的路·波戴特進行一場大聯盟史上最經典的投手戰。哈迪克斯連續解決36名打者，主投12局上演完全比賽無失分。而波戴特雖然被敲出12支安打，但他也讓海盜連續12局掛蛋。不過其實海盜錯過的很多得分機會，他們在第三局發生跑壘失誤，第九局一度攻佔三壘，第十局更是差點敲出全壘打。
13局下，三壘手Don Hoak發生失誤，讓哈迪克斯的完全比賽破功。站上一壘的Félix Mantilla靠著犧牲觸擊站上二壘，接著漢克·阿倫獲得故意四壞球保送。喬·艾德考克最後敲出再見全壘打幫助勇士贏球。雖然艾德考克在跑壘中不慎超越阿倫導致跑者出局，加上國聯主席最終裁定這支安打是一支二壘安打，但是海盜還是以0比1輸球。
儘管最後吞敗，哈迪克斯依舊收到許多祝福與鼓勵。1991年，大聯盟將無安打比賽定義為「一位或多位投手在至少9局投球中完全沒被敲出任何安打才算無安打比賽」。這也代表哈迪克斯的這場比賽完全不算無安打比賽或是完全比賽。不過知道消息的哈迪克斯也欣然接受這個結果。
1989年5月，時任勇士隊投手的Bob Buhl爆料全隊除了漢克·阿倫以外的選手都在從海盜隊捕手中竊取暗號。當時哈迪克斯整場比賽只有速球與變化球，但是哈迪克斯在被竊取暗號的情況下依舊投出12局的完全比賽。

## 生涯投球成績
| 勝投 | 敗投 | 防禦率 | 出賽場次 | 先發 | 完投 | 完封 | 投球局數 | 安打 | 失分 | 自責分 | 全壘打 | 保送 | 三振 | 暴投 | 觸身球 |
| ---- | ---- | ------ | -------- | ---- | ---- | ---- | -------- | ---- | ---- | ------ | ------ | ---- | ---- | ---- | ------ |
| 136  | 113  | 3.63   | 453      | 286  | 99   | 20   | 2235.0   | 2154 | 1012 | 901    | 240    | 604  | 1575 | 58   | 43     |

## 去世
1994年，哈迪克斯因為肺氣腫去世，享年68歲。

## 外部連結
- 球員資訊和成績在MLB ，ESPN ，Retrosheet ，Baseball Reference ，Baseball Reference (Minors) ，Fangraphs ，The Baseball Cube （英文）

| 前任： 威利·梅斯 | 大聯盟單月最佳球員(和漢克·阿倫) 1959年5月 | 繼任： 羅伊·費斯 |